# Pseudolimnophila (Pseudolimnophila) supplementa
Pseudolimnophila (Pseudolimnophila) supplementa is een tweevleugelige uit de familie steltmuggen (Limoniidae). De soort komt voor in het Neotropisch gebied.